# 橋本宙二
橋本 宙二（はしもと ちゅうじ、明治31年（1898年）12月23日 - 昭和45年（1970年）3月15日）は、日本海軍の軍人（最終階級は海軍大佐）、実業家。東京市渋谷区出身。
首相を務めた橋本龍太郎の伯父にあたる。

## 経歴
日本麦酒社員橋本卯太郎、マツの二男として生まれた。
大正9年（1920年）7月、海軍兵学校（48期）を卒業。海軍大学校選科学生として無線兵器研究のため派遣され、昭和3年（1928年）東北帝国大学工学部を卒業。以後、呉海軍工廠電気部員、海軍通信学校教官、海軍艦政本部員、海軍技術研究所員、独乙瑞典駐在並に駐在武官、沼津海軍工廠無線部作業主任等歴任。
戦後、寿電業社長、六興電気副社長などを務めた。

## 家族・親族

### 橋本家
（岡山県総社市、東京都渋谷区）
実家
- 父 卯太郎（実業家・大日本麦酒の元常務）
父橋本卯太郎について、『明治大正人物史』には｢明治二年三月生る。岡山県人橋本源三郎の長男なり。同三十一年養兄富平方より分れて一家を創立す。幼より沈着誠実、悠々として迫らざる態度は大人の風ありて、その大成を嘱望せらる。長じて東京高等工業学校に学び、二十七年同校機械科を卒業するや、直ちに大日本麦酒株式会社に入る。温厚円満の人格と、機宜に当る手腕とは君をして工務部長に累進、更に常務取締役に挙げしめ、現にその任にありて活躍しつつあり。書画骨董に趣味を有し、閑日月を活動の間に求むるところ奥床しとも云ふ可し。｣とある。
- 母 マツ（熊本県、軍人石光真清、陸軍中将石光真臣の妹、陸軍主計総監男爵野田豁通の姪）
石光家は旧藩時代、熊本藩主細川家に仕えた武家だった。石光家の身分は軽かったが、細川家が肥後入国の時からお供をした家柄であり、代々殿のお側に奉仕していたから特別の取り扱いを受けていた[1]
- 兄
  - 宇一（学者・東京高等工業学校長、科学技術庁金属材料研究所初代所長）
- 弟
  - 乾三（検事）
  - 龍伍（官僚、政治家）
  - 虎六（学者・元東北大教授）

自家
- 妻 香子（佐賀県、軍人・陸軍中将大野豊四の長女）
- 長女 郁子
- 二男 巌
- 三男 英継
- 四男 和久
- 五男 竹夫